# Herk Harvey
Harold Arnold "Herk" Harvey (3 de juny de 1924 - 3 d'abril de 1996) va ser un director de cinema, guionista, actor i productor de cinema estatunidenc potser conegut per la seva pel·lícula de terror de 1962 Carnival of Souls.

## Primers anys
Harvey va néixer a Windsor (Colorado), fill d'Everett i Minnie R. Prewitt Harvey. Va créixer a Waverly (Illinois) i a Fort Collins i es va graduar a la Fort Collins High School abans de servir a l'Armada dels Estats Units d'Amèrica com a Intendent, 3a classe, durant la Segona Guerra Mundial, temps durant el qual va estar estudiant enginyeria química. "Però quan vaig sortir", va dir Harvey, "vaig decidir que no era per a mi i així que vaig anar al teatre".
Harvey va arribar a Lawrence (Kansas) el 1945 per estudiar a la Universitat de Kansas, on es va especialitzar en teatre i va actuar en nombroses produccions escèniques universitàries, incloses Hay Fever, The Skin of Our Teeth, Beggar on Horseback, Juno and the Paycock, El somni d'una nit d'estiu, Joan of Lorraine, Blithe Spirit, Harvey, i Hamlet. Durant els seus anys a KU, Harvey va exercir com a vicepresident del Taller de Dramàtica i va ser membre de l'Owl Society, una organització honorífica per a joves masculins. Va obtenir una llicenciatura en ciències en educació al departament de parla i teatre de la KU el 1948 i posteriorment va ser contractat per aquest departament com a instructor, alhora que també era estudiant de postgrau.
Harvey va fer el seu debut com a director amb una producció "experimental" de Bury the Dead d'Irwin Shaw el 1949, i va dirigir diverses altres obres de teatre i concursos a la universitat. El 1950 va rebre el seu màster en arts en parla i dramatúrgia a la KU. El tema de la seva tesi de màster va ser la seva experiència dirigint Bury the Dead per a l'escenari de la KU. A més de les seves aparicions estudiantils, Harvey va adquirir experiència d'actuació a través d'alguns treballs a l'estiu, actuant als escenaris del Teatre Cívic de Topeka i al Resident Theatre de Kansas City. Va ser amb aquesta darrera organització que Harvey va interpretar Stanley Kowalski en una producció de 1958 de Un tramvia anomenat Desig.
El 3 de juny de 1950, el 26è aniversari d'en Harvey, es va casar amb Bernice "Bea" Brady, una nativa de Wichita amb qui havia actuat en nombroses produccions de teatre de la KU. Immediatament després del matrimoni, Harvey va fer un estudi de postgrau en drama durant la sessió d'estiu de 1950 a la Universitat de Denver, i després va estudiar a la Universitat de Colorado per a un doctorat. "Vaig passar l'escola d'estiu i després vaig decidir tornar a Kansas", ha dit Harvey. Després, ell i la seva dona van tornar a Lawrence i tots dos van aconseguir feina com a ensenyant teatre, Harvey a KU i la seva dona a l'escola secundària local.

## Centron Films
Mentre ensenyava i dirigia a la universitat, Harvey va entrar en el negoci del cinema com a actor en algunes de les pel·lícules realitzades per Centron Corporation de Lawrence, una empresa independent de producció de cinema industrial i educatiu. Fundada el 1947 a Lawrence per Arthur H. Wolf i Russell A. Mosser, Centron passaria a l'avantguarda de les empreses de cinema industrial i educatiu als Estats Units. Harvey es va incorporar a la plantilla el 1952 i va continuar treballant per a Centron com a director de cinema, escriptor i productor durant més de tres dècades, fent una varietat de curtmetratges industrials, educatius, documentals i governamentals. Les pel·lícules creades per Harvey inclouen Shake Hands With Danger, que va guanyar un premi Golden Eagle l'any 1980 del Council on International Nontheatrical Events. Centron va competir amb grans empreses d'ambdues costes per convertir-se en un dels principals productors de pel·lícules industrials i educatives. Harvey era conegut per les seves pel·lícules d'alta qualitat, acabades a temps i per sota del pressupost. Harvey i els seus equips de filmació van ser enviats a llocs remots d'arreu del món per portar imatges per a pel·lícules de geografia i viatges. Harvey també va treballar amb molts actors professionals coneguts a Centron Films, com Walter Pidgeon, Rowan and Martin, Dennis Day, Louis Nye, George Gobel, Billy Barty, Anita Bryant, Eddie Albert, Ed Ames, Jesse White, i Ricardo Montalbán. El director va guanyar molts premis nacionals i internacionals pel seu treball, inclosos els màxims honors del American Film Festival, C.I.N.E. i el Columbus Film Festival.
Un article escrit per Harvey es va publicar al número de març de 1956 de la revista American Cinematographer, sobre tècniques innovadores d'efectes especials que havien estat desenvolupades per l'equip de Centron durant la producció d'una pel·lícula industrial. Harvey també escrivia ocasionalment ressenyes de produccions de teatre local per al diari de Lawrence. El 1957, Harvey va encarregar la construcció d'una casa feta a mida dins d'un bloc dels estudis Centron. La casa resultant va ser aclamada regionalment com una exhibició excepcional de l'arquitectura suburbana moderna i va atreure milers d'espectadors quan es va obrir per a la inspecció pública un cop finalitzada. El pati del vessant de la casa estava entrecreuat per una xarxa sinuosa de parets i terrasses de pedra, construïdes pel mateix Harvey.
Harvey i la seva primera dona Bea es van divorciar el 1960, a causa de la infidelitat d'aquesta última, i poc després Harvey va conèixer a Pauline G. Pappas, que va ser una de les inversores de Carnival of Souls. Els dos es van casar el 1967.>
Quan un equip de l'ABC va venir a Lawrence l'any 1982 per rodar la controvertida pel·lícula de televisió sobre la guerra nuclear, The Day After, van donar a Harvey un petit paper com a granger, alhora que també van seleccionar un grapat d'altres actors locals. La pel·lícula es va emetre amb molta publicitat i controvèrsia internacional el 1983.
El 1981, Arthur Wolf i Russell Mosser havien venut Centron a la divisió Coronet d'Esquire, Inc., encara que les operacions de producció van continuar a Lawrence fins al final de la dècada. Després de 33 anys amb l'empresa, Harvey es va retirar de Centron el 1985. El seu darrer projecte per a l'empresa va ser una sèrie de diaris de viatges educatius premiats rodats a Corea.
Després de la seva jubilació, Harvey va continuar en diverses activitats, ensenyant producció cinematogràfica a la Universitat de Kansas, adjudicant pel·lícules per al Festival de Cinema Americà i el Festival de Cinema i Vídeo de Kansas, i dirigint i actuant en obres de teatre per al Lawrence Community Theatre. També va tenir petites parts parlants a les pel·lícules fetes per a la televisió Murderer Ordained i Where Pigeons Go to Die, ambdues rodades a Kansas.

## Carnival of Souls
Harvey és conegut pel seu únic llargmetratge, Carnival of Souls, una pel·lícula de terror de baix pressupost de 1962 protagonitzada per Candace Hilligoss. Va ser produïda i dirigida per Harvey per uns 33.000 dòlars. Harvey havia estat testimoni de l'èxit recent d'Elmer Rhoden Jr. i del seu company de cinema industrial Robert Altman en la producció de llargmetratges de baix pressupost a la propera Kansas City, i va començar a obtenir el suport d'inversors locals per tal de muntar un projecte similar a Lawrence. Mentre tornava a Kansas després de rodar una pel·lícula de Centron a Califòrnia, Harvey va desenvolupar la idea del Carnaval of Souls després de passar per davant del Pavelló abandonat de Saltair a Salt Lake City. Harvey va contractar una actriu novaiorquesa desconeguda, Hilligoss formada per Lee Strasberg, i, d'altra manera, emprant talent local, Harvey va rodar Carnival of Souls en tres setmanes, a Lawrence i Salt Lake City, utilitzant un guió escrit pel soci de Centron John Clifford. Harvey també va tenir un paper no acreditat com el "ghoul més destacat de la pel·lícula. Comercialitzada originalment com una pel·lícula B i estrenada per una empresa de distribució nova que ràpidament va fer fallida, Carnival of Souls mai va obtenir l'atenció del públic en el seu llançament original, però avui s'ha aclamat com un clàssic de culte. Amb una partitura d'orgue de Gene Moore, Carnival of Souls es basa més en l'atmosfera que en els efectes especials per crear el seu estat d'ànim d'horror psicològic. La pel·lícula té un gran seguici de culte, construït principalment a través de projeccions de televisió nocturnes, i s'ha llançat en DVD per The Criterion Collection (complet amb una sèrie de funcions especials, inclosa una hora d'extractes de les produccions Centron de Harvey). Fins al dia d'avui, els aficionats al cinema encara parlen de la pel·lícula i de tant en tant té projeccions a Halloween i festivals de cinema d'art i assaig.
Desanimat per l'aparent fracàs de Carnival of Souls i ocupat amb les tasques de Centron, Harvey mai va dirigir cap altre llargmetratge, tot i que va fer diversos intents avortats. Un d'ells era Flannagan's Smoke, un guió de comèdia escrit per John Clifford sobre un gas escapat d'un laboratori químic i el seu efecte sobre la gent del poble. Un altre va ser The Reluctant Witch, amb un guió adaptat del conte homònim de ciència-ficció del professor de KU James E. Gunn. A diferència de Carnival of Souls, aquesta seria en realitat una producció de Centron, ja que Harvey havia persuadit la companyia perquè s'aprofundís en els llargmetratges. El rodatge sí que va començar, a finals dels anys 60, però no va passar gaire temps abans que els problemes pressupostaris i els conflictes amb l'actor principal van acabar amb la producció de The Reluctant Witch. Encara sobreviuen algunes imatges sense editar. Harvey també va escriure un guió de llargmetratge no produït, titulat Windwagon, que era una dramatització històrica del període territorial de Kansas i les innovacions del "vagó de vela" de finals del segle XIX.
Harvey va viure el reconeixement tardà de Carnival of Souls, que va començar de debò a mitjans dels anys vuitanta. El punt àlgid d'aquest renaixement d'interès va ser una reunió de repartiment i tripulació publicada a nivell nacional a Lawrence el 1989, seguida del primer llançament legal de la pel·lícula en vídeo casolà, que va provocar una sèrie de ressenyes i articles d'alt perfil. Diversos anys més tard, a Harvey se li va diagnosticar càncer de pàncrees. El 3 d'abril de 1996, setmanes després que l'escenari de so als Oldfather Studios de KU (seu de l'escola de cinema KU i antiga seu de Centron) fos batejat oficialment com a "Herk Harvey Sound Stage" en una gran cerimònia, Harvey va morir a casa seva a Lawrence.
L' Academy Film Archive va conservar Carnival of Souls el 2012.